# Karl Rothmüller
Karl Rothmüller (* 1860 in München; † 23. Januar 1930 ebenda) war ein bayerischer Goldschmied, Königlich Bayerischer Hoflieferant und Professor der bildenden Künste. Er gehörte zu den bedeutendsten deutschen Goldschmieden seiner Zeit und zählte zu den Hauptvertretern der Münchner Schmuckkunst, die um die Jahrhundertwende in ihrer Hauptblüte stand. 

## Leben
Rothmüller war Schüler bei Fritz von Miller. Nach Studien an der Königlichen Kunstgewerbeschule München und der Kunstgewerbeschule Wien sowie Arbeitsaufenthalten in Berlin, Paris und London eröffnete er 1886 sein Atelier und beschickte seit 1897 die Ausstellungen im Glaspalast.
1900 nahm er an der Pariser Weltausstellung teil. Zwischen 1904 und 1914 galt Rothmüller bei den maßgeblichen Kritikern als Inbegriff eines modernen deutschen Schmuckkünstlers, der seine Eigenart gegenüber seinem Vorbild René Lalique wahrte. 1908 wurde ihm der Titel Königlich Bayerischer Hofgoldschmied verliehen. Er eröffnete Juweliergeschäfte in der Müllerstraße, in Hermann Volkhardts „Regina-Palast-Hotel“ am Maximiliansplatz 5 und in der Perusastraße.
Rothmüller war langjähriges Mitglied im Vorstand des Bayerischen Kunstgewerbe-Vereins. Als Freund der Familie Benno und Therese Danner nahm er wesentlichen Einfluss auf letztere, als diese nach dem Tod ihres Mannes 1920 die Danner-Stiftung gründete. 1925 wurde er zum Professor der bildenden Künste ernannt.

## P. Rath – Karl Rothmüller

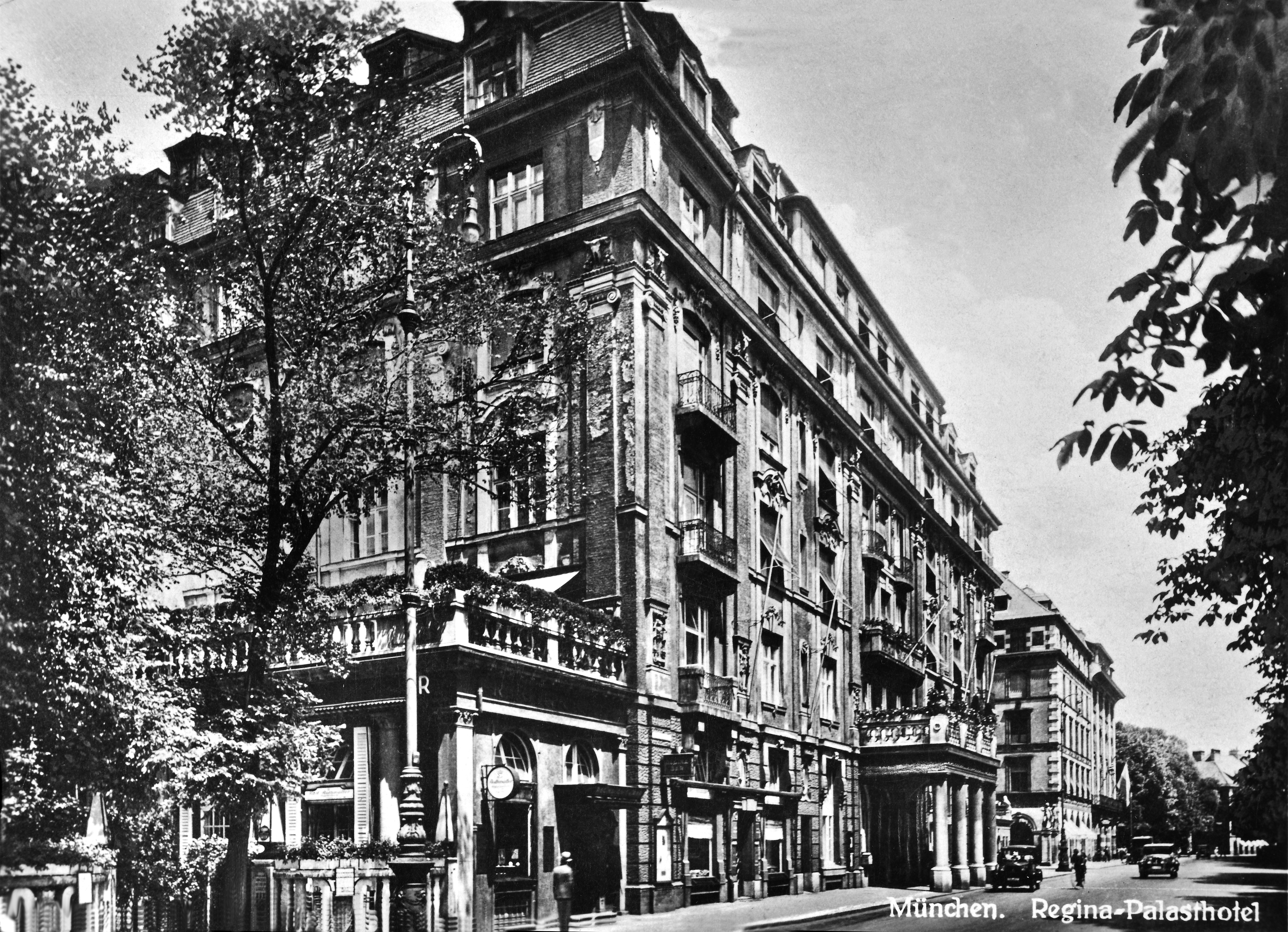
Fotoansicht des Regina-Palast-Hotels. Fassadenseite Maximiliansplatz mit dem Haupteingang. Im Vorderbau, linke Seite, ist der Name des Juweliers Karl Rothmüller auf der runden Werbetafel an der Fassade, und über dem Fenster abzulesen (um 1925).

Das von ihm mitgegründete Unternehmen P. Rath – Karl Rothmüller befindet sich in der Brienner Straße 10.
Peter Rath (1846–1922) war Hofjuwelier von Ludwig II. Die Firma Rath wurde unter anderem 1942 mit der Fertigung von 20 Exemplaren des Deutschen Kreuzes in Gold mit Brillanten beauftragt.